# Styra församling
Styra församling var en församling i Linköpings stift inom Svenska kyrkan i Motala kommun. Församlingen uppgick 1862 i Varv och Styra församling och är sedan 2006 en del av Aska församling.
Församlingskyrkan revs när Varv och Styra kyrka stod klar i advent 1861.

## Administrativ historik
Församlingen har medeltida ursprung.
Församlingen var till 1862 annexförsamling i pastoratet Varv och Styra. Församlingen uppgick 1862  i Varv och Styra församling.

## Komministrar
Lista över komministrar.
| Ämbetstid | Namn                  | Levnadstid | Övrigt                                      |
| --------- | --------------------- | ---------- | ------------------------------------------- |
| 1593-1610 | Laurentius Jonae      | -1636      | Senare kyrkoherde i Varvs församling.       |
| 1620-1636 | Jonas Laurentii       | 1588-1652  | Senare kyrkoherde i Varvs församling.       |
| 1638-1658 | Jonas Jonae           | -1658      |                                             |
| 1658-1668 | Johannes Norraeus     | -1668      |                                             |
| 1668-1675 | Andreas Ausenius      | 1634-1681  | Senare kyrkoherde i Varvs församling.       |
| 1675–1699 | Joannes Wretensis     | död 1715   | Senare kyrkoherde i Malexanders församling. |
| 1700-1720 | Petrus Marelius       | 1667-1720  |                                             |
| 1749-1781 | Peter Finke           | 1712-1781  |                                             |
| 1782-1784 | Isac Runberg          | 1729-1784  |                                             |
| 1785-1787 | Bengt Scherstrand     | 1733-1787  |                                             |
| 1788-1796 | Anders Westerberg     | 1742-1796  |                                             |
| 1798–1815 | Eric Anders Enholm    | 1758–1817  | Senare kyrkoherde i Å församling.           |
| 1814      | Lars Gustaf Jern      |            | Senare komminister i Risinge församling.    |
| 1819-1837 | Theodor Hammer        | 1783-1837  |                                             |
| 1838      | Jonas Friedner        |            | Senare kyrkoherde i Skedevi församling.     |
| 1857-1862 | Carl Adolf Gustafsson | 1803-1868  |                                             |

## Klockare, kantor och organister
| Ämbetstid | Namn                          | Levnadstid | Övrigt        |
| --------- | ----------------------------- | ---------- | ------------- |
| 1660–1701 | Per Olofsson                  | 1631–1713  | Klockare      |
| 1703–1731 | Pehr Germundsson              | 1673–1731  | Klockare      |
| 1739–1767 | Daniel Persson                | 1711–1767  | Klockare      |
| 1768–1778 | Johan Dahl                    | 1718–1787  | Klockare      |
| 1778–1812 | Jonas Persson Torling         | –1812      | Klockare      |
| 1815–1852 | Nils Johan Svensson Bollström | 1779–1852  | Klockare      |
| 1852–1861 | Nils Peter Bollström          | 1810–1887  | Vice organist |